# Aleksandrovo, Nova Crnja
Aleksandrovo (izvirno srbsko Александрово) je naselje v Srbiji, ki upravno spada pod Občino Nova Crnja; slednja pa je del Srednjebanatskega upravnega okraja.

## Demografija
V naselju, katerega izvirno (srbsko-cirilično) ime je Александрово, živi 2063 polnoletnih prebivalcev, pri čemer je njihova povprečna starost 40,5 let (38,8 pri moških in 42,2 pri ženskah). Naselje ima 917 gospodinjstev, pri čemer je povprečno število članov na gospodinjstvo 2,91.
To naselje je, glede na rezultate popisa iz leta 2002, večinoma srbsko, a v času zadnjih treh popisov je opazno zmanjšanje števila prebivalcev.
|  |

| Demografija | Demografija     | Demografija     |
| Leto        | Št. prebivalcev | Št. prebivalcev |
| ----------- | --------------- | --------------- |
|             |                 |                 |
|             |                 |                 |
|             |                 |                 |
|             |                 |                 |
| 1948        | 4564            |                 |
| 1953        | 4615            |                 |
| 1961        | 4034            |                 |
| 1971        | 3406            |                 |
| 1981        | 3061            |                 |
| 1991        | 2902            | 2870            |
| 2002        | 2702            | 2665            |
|             |                 |                 |

| Etnična sestava po popisu iz leta 2002 | Etnična sestava po popisu iz leta 2002 | Etnična sestava po popisu iz leta 2002 | Etnična sestava po popisu iz leta 2002 | Etnična sestava po popisu iz leta 2002 |
| -------------------------------------- | -------------------------------------- | -------------------------------------- | -------------------------------------- | -------------------------------------- |
| Srbi                                   | Srbi                                   |                                        | 2.435                                  | 91,36%                                 |
| Romi                                   | Romi                                   |                                        | 111                                    | 4,16%                                  |
| Madžari                                | Madžari                                |                                        | 34                                     | 1,27%                                  |
| Jugoslovani                            | Jugoslovani                            |                                        | 13                                     | 0,48%                                  |
| Makedonci                              | Makedonci                              |                                        | 8                                      | 0,30%                                  |
| Hrvati                                 | Hrvati                                 |                                        | 5                                      | 0,18%                                  |
| Romuni                                 | Romuni                                 |                                        | 2                                      | 0,07%                                  |
| Nemci                                  | Nemci                                  |                                        | 2                                      | 0,07%                                  |
| Muslimani                              | Muslimani                              |                                        | 2                                      | 0,07%                                  |
| Albanci                                | Albanci                                |                                        | 2                                      | 0,07%                                  |
| Čehi                                   | Čehi                                   |                                        | 1                                      | 0,03%                                  |
| Ukrajinci                              | Ukrajinci                              |                                        | 1                                      | 0,03%                                  |
| Neznano                                | Neznano                                |                                        | 29                                     | 1,08%                                  |